# Tournoi des quatre nations (Berlin)
Le Tournoi des quatre nations (en allemand : Vier-Länder-Turnier), est un tournoi international amical de football qui s'est déroulé en 1988 à Berlin-Ouest en RFA.
Il a vu s'opposer l'Argentine, l'Allemagne de l'Ouest, la Suède et l'URSS.

## Contexte
La question du choix du stade accueillant la finale du Championnat d'Europe de football 1988 organisé en RFA s'est posée pour la DFB. L'Olympiastadion à Berlin-Ouest était en effet initialement pressenti mais, à cause notamment des problèmes posés par la division de la ville entre la RDA et la RFA, le choix pour accueillir la finale du Championnat d'Europe s'est finalement porté sur Munich, comme pour la Coupe du monde 1974. En guise de « dédommagement » pour l'Olympiastadion et pour la ville de Berlin, Hermann Neuberger, président de la Fédération allemande de football, décida d'organiser un tournoi international, à l'Olympiastadion, quelques mois avant le Championnat d'Europe.

## Tournoi

### Demi-finales
| 31 mars 1988              | Allemagne de l'Ouest | 1 – 1       | Suède         | Olympiastadion, Berlin-Ouest (RFA)                   |                                                      |
| Historique des rencontres | Allofs 42e           | (1 – 0)     | 74e Truedsson | Spectateurs : 23 709 Arbitrage : Lajos Hartmann (hu) | Spectateurs : 23 709 Arbitrage : Lajos Hartmann (hu) |
| Historique des rencontres | 2                    | Tirs au but | 4             | Spectateurs : 23 709 Arbitrage : Lajos Hartmann (hu) | Spectateurs : 23 709 Arbitrage : Lajos Hartmann (hu) |

| 31 mars 1988              | Argentine                        | 2 – 4   | Union soviétique                                         | Olympiastadion, Berlin-Ouest (RFA)            |                                               |
| Historique des rencontres | Troglio 18e · Diego Maradona 67e | (1 – 2) | 14e Zavarov · 15e Litovtchenko · 62e 80e (pen.) Protasov | Spectateurs : 25 000 Arbitrage : Joël Quiniou | Spectateurs : 25 000 Arbitrage : Joël Quiniou |

### Match pour la3eplace
| 2 avril 1988              | Allemagne de l'Ouest | 1 – 0   | Argentine | Olympiastadion, Berlin-Ouest (RFA)                  |                                                     |
| Historique des rencontres | Matthäus 30e         | (1 – 0) |           | Spectateurs : 25 000 Arbitrage : Kurt Röthlisberger | Spectateurs : 25 000 Arbitrage : Kurt Röthlisberger |

### Finale
| 2 avril 1988              | Suède                         | 2 – 0   | Union soviétique | Olympiastadion, Berlin-Ouest (RFA)                     |                                                        |
| Historique des rencontres | Eskilsson 52e · Holmqvist 80e | (0 – 0) |                  | Spectateurs : 25 000 Arbitrage : Marcel Van Langenhove | Spectateurs : 25 000 Arbitrage : Marcel Van Langenhove |